# Anna Gisela Johnen
Anna Gisela Johnen (* 16. November 1925 in Köln; † 1. Februar 2014 ebenda) war eine deutsche Ornithologin und Professorin für Zoologie an der Universität Köln.

## Akademischer Werdegang
Anna Gisela Johnen studierte ab 1944 Botanik und Zoologie an der Universität Köln. Im Jahre 1953 promovierte sie am Lehrstuhl von Otto Kuhn über Experimentelle Untersuchungen über die Induktionsleistung abnormer Induktoren in verschiedenen Zustandsformen und die Bedeutung der Ribonukleinsäure für den Induktionsvorgang.
Am 29. Juli 1964 habilitierte sie sich mit der Arbeit Heteroplastische Explantatkombinationen bei Ambystoma und Triturus zur Analyse der primären Schritte bei der neuralen Induktion, ergänzt durch die Arbeit Experimentelle Untersuchungen über die Bedeutung des Zeitfaktors beim Vorgang der neuralen Induktion, an der Universität zu Köln.
1970 wurde sie zur Professorin für Zoologie an der Universität Köln ernannt, an der sie bis zu ihrer Emeritierung im Jahre 1990 tätig war.
Den größten Teil ihres Vermögens vermachte sie dem Kölner Gymnasial- und Stiftungsfonds. Die Stiftung Prof. Dr. Anna Gisela Johnen ist die größte der jüngst unter dem Dach des Kölner Gymnasial- und Stiftungsfonds gegründeten Einzelstiftungen. Ihr Stiftungszweck ist die Förderung von Studierenden der Natur- und speziell der Biowissenschaften an deutschen Universitäten.